# Tenuiphantes alacris
Tenuiphantes alacris es una especie de araña araneomorfa del género Tenuiphantes, familia Linyphiidae. La especie fue descrita científicamente por Blackwall en 1853.
Las patas son de color marrón rojizo. La longitud del cuerpo del macho y la hembra es de 2,4-3,5 milímetros. La especie se distribuye por Europa, Rusia (Europa al Lejano Oriente).